# Prodesse et delectare
Prodesse et delectare (lat., „nützen und erfreuen“) ist ein Wahlspruch der Literatur, vor allem im 18. Jahrhundert.
Damit sollte der aufklärerische Aspekt der Literatur betont werden: Bücher sollten sowohl unterhaltend als auch belehrend für den Leser sein. Ein typisches Beispiel für solche Werke sind etwa Fabeln.
Der Spruch leitet sich aus der Ars Poetica des Horaz ab, in der im Vers 333 Folgendes steht: „Aut prodesse volunt aut delectare poetae.“ Korrekt übersetzt bedeutet dies „Die Dichter wollen entweder nützen oder unterhalten“, und zwar im Sinn des ausschließenden entweder – oder. Es handelt sich in diesem Satz keinesfalls um die Aussage, die Dichter wollten beides zugleich. Dies ist erst im nächsten Vers ausgedrückt: „aut simul et iucunda et idonea dicere vitae“, zu deutsch „oder zugleich Erfreuliches und für das Leben Nützliches sagen“. Die Aussage des Horaz lautet also: Dichter wollen in einem Werk entweder nützen oder unterhalten oder beides.